# Porkkala

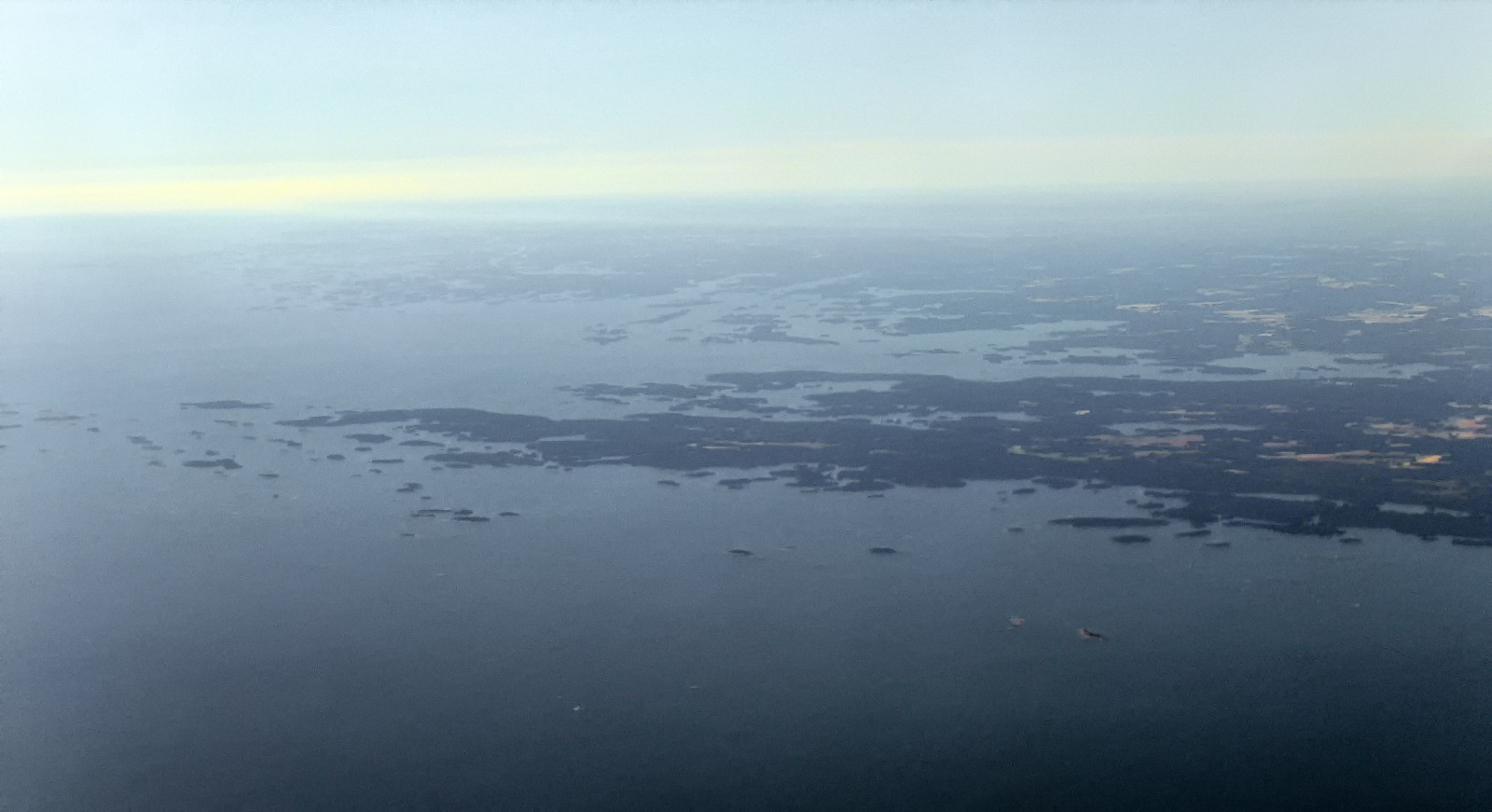
Luchtfoto van Porkkala

Porkkala (Zweeds: Porkala) is een schiereiland in de Finse Golf in het zuiden van Finland. Het ligt bij het stadje Kirkkonummi. 
Na het einde van de Tweede Wereldoorlog werd dit gebiedje aan de Sovjet-Unie toebedeeld. Porkkala lag strategisch gunstig om al het zeeverkeer naar Sint-Petersburg in de gaten te houden. Na twaalf jaar Sovjet-bezit werd het gebiedje in 1956 weer teruggegeven aan Finland. 